# Rust in Peace Live
A Rust in Peace Live az amerikai Megadeth metalegyüttes koncertfelvétele, ami 2010-ben jelent meg Blu-ray, DVD, és CD formátumban a Shout! Factory kiadásában. A felvétel 2010. március 31-én készült a Hollywood Palladiumban, Kaliforniában, ahol a Megadeth teljes egészében előadta az 1990-ben megjelent Rust in Peace című albumát a 20 éves jubileum alkalmából.
A koncertalbum Amerikában a 161. helyig jutott a Billboard 200-as lemezeladási listán, míg a videóváltozat 2. lett a Top Billboard 50 Music Videos listán.

## Tartalom
1. "Holy Wars... The Punishment Due" - 7:02
2. "Hangar 18" - 5:05
3. "Take No Prisoners" - 3:24
4. "Five Magics" - 6:00
5. "Poison Was the Cure" - 3:36
6. "Lucretia" - 3:59
7. "Tornado of Souls" - 5:28
8. "Dawn Patrol" - 1:52
9. "Rust in Peace... Polaris" - 6:10
10. "Holy Wars (Reprise)" - 4:15

Bónusz dalok
1. "Skin o' My Teeth" - 3:19
2. "In My Darkest Hour" - 6:12
3. "She-Wolf" - 3:36
4. "Trust" - 5:10
5. "Symphony of Destruction" - 4:00
6. "Peace Sells" - 4:46

## Közreműködők
- Dave Mustaine – ének, gitár
- Chris Broderick – gitár, vokál
- Dave Ellefson – basszusgitár, vokál
- Shawn Drover – dobok, ütősök